# Synagoga w Luksemburgu
Synagoga w Luksemburgu – synagoga znajdująca się w Luksemburgu, stolicy Wielkiego Księstwa Luksemburga, przy 45 Avenue Monterey. Jest największą i główną synagogą w kraju.
Synagoga została zbudowana w 1953 roku na miejscu starszej synagogi, przed II wojną światową zwanej Wielką, zburzonej przez nazistów w latach 1941–1943. Jej budowa została sfinansowana przez odrodzoną lokalną gminę żydowską, a także przez rząd Luksemburga. Synagoga jest obecnie centrum religijnym, kulturalnym i socjalnym luksemburskich Żydów. Nabożeństwa odbywają się we wszystkie szabaty oraz święta.